# Chepes
Chepes é uma cidade da Argentina, localizada na província de La Rioja